# Bill Longley
Bill Longley, auch Wild Bill Longley (* 6. Oktober 1851 in Mill Creek Austin County Texas als William Preston Longley; † 11. Oktober 1878 in Giddings (Texas)) war ein bekannter Revolverheld.

## Leben
Bill Longley wurde als sechstes von insgesamt zehn Kindern des Farmers Campbell Longley und seiner Frau Sarah in Mill Creek, Texas geboren. 1853 zog er mit seiner Familie nach Old Evergreen. Als Bill mit seinem Vater 1866 in der Stadt war, erschoss er nach einem Streit einen schwarzen Polizisten.
1868 erschoss Longley den ehemaligen Sklaven Green Evans, der mit zwei Freunden auf der Durchreise war. 1869 beraubten Longley und sein Schwager John Wilson mehrere Siedler und töteten bei einem Pferdediebstahl in Bastrop County mit Paul Brice erneut einen ehemaligen Sklaven. 1870 setzten die Behörden eine Belohnung von 1.000 USD für die Gefangennahme der beiden Männer aus. Im Mai 1870 schloss sich Longley kurzzeitig einer Gruppe Goldsucher aus Cheyenne (Wyoming) an. Im Februar 1873 ermordete er in Bastrop County einen ehemaligen Strafgefangenen.
Am 31. März 1875 tötete Longley im Auftrage seines Onkels den Farmer Wilson Anderson mit einer Schrotflinte und flüchtete anschließend mit seinem Bruder James Stockton Longley nach Norden, ins Indianergebiet. Im November 1875 ermordete Longley nach einem Faustkampf George Thomas in McLennan County. Als Lou Shroyer im Januar 1876 in Uvalde versuchte Longley hinterrücks zu erschießen, tötete der Revolvermann auch ihn. Longley schloss sich dem Wanderprediger William R. Lay an. Aufgrund eines Streits mit dessen Neffen wurde Longley eingesperrt. Nach seiner Flucht ermordete er Lay mit einer Schrotflinte. Anschließend befreite er seine Freunde Jim und Dick Sanders aus dem Gefängnis in Grayson County.
Am 6. Juni 1877 wurde Longley vom Nacogdoches County Sheriff Milt Mast im De Soto Parish verhaftet und vom Gericht in Lee County (Texas) wegen Mordes an Wilson Anderson zum Tode durch den Strang verurteilt. Sein Gnadengesuch wurde im März 1878 abgelehnt. Am 11. Oktober 1878 wurde Longley in Giddings (Texas) gehängt und auf dem örtlichen Friedhof bestattet.
Noch während seiner Gerichtsverhandlung gab Longley an „nur“ 32 Menschen getötet zu haben.
Zehn Jahre nach Bills Hinrichtung wurden durch diverse Zeitungen Gerüchte verbreitet, dass die Hinrichtung lediglich inszeniert war und Longley sich bester Gesundheit erfreue. Nach der Obduktion der Leiche konnte Longleys Identität nach einer DNA-Analyse im Juni 2001 festgestellt werden.

## Trivia
- 1954 verkörperte der Schauspieler Douglas Kennedy Longley in einer Episode der Serie Eisenbahndetektiv Matt Clark
- 1958 spielte Steve McQueen den Revolverhelden in einer Episode der Westernserie Wells Fargo.
- Longley ist die Titelfigur in der Fernsehserie Der Texaner mit Rory Calhoun.
- In der mit dem Spur Award ausgezeichneten Kurzgeschichte Die Revolver von William Longley bringt Donald Hamilton den Träger der berüchtigten Waffen in Gewissenskonflikte (Ullstein, Berlin 1970).[7]
- In Louis L'Amours Roman Die schnelle Hand hat Longley eine tragende Rolle (Heyne, München 1968).
- Der texanische Singer-Songwriter Houston Marchman veröffentlichte 1999 den Song Bill Longley auf seinem Album Leavin 'Dallas.